# Shredder (programme d'échecs)
Pour les articles homonymes, voir Shredder (homonymie).
Shredder (« broyeur » en anglais) est un programme de jeu d'échecs créé par Stefan Meyer-Kahlen.

## Récompenses
Shredder a gagné de nombreux tournois contre d'autres logiciels d'échecs :
| Année | Place      | Titre                                            |
| ----- | ---------- | ------------------------------------------------ |
| 1996  | Jakarta    | World Microcomputer Chess Champion               |
| 1999  | Paderborn  | World Microcomputer Chess Champion               |
| 1999  | Paderborn  | World Microcomputer Chess Champion               |
| 2000  | Londres    | World Microcomputer Chess Champion               |
| 2001  | Maastricht | World Microcomputer Chess Champion               |
| 2002  | Maastricht | Championnat du monde de blitz                    |
| 2003  | Graz       | Computer Chess World Champion                    |
| 2003  | Graz       | Championnat du monde de blitz                    |
| 2004  | Tel Aviv   | Championnat du monde de blitz                    |
| 2005  | Reykjavik  | Championnat du monde de blitz                    |
| 2006  | Mayence    | Championnat du monde d'échecs aléatoires Fischer |
| 2007  | Amsterdam  | Championnat du monde de blitz                    |
| 2010  | Kanazawa   | Championnat du monde de logiciels d'échecs       |
| 2015  | Leyde      | Championnat du monde de logiciels d'échecs       |

## Exemple de partie

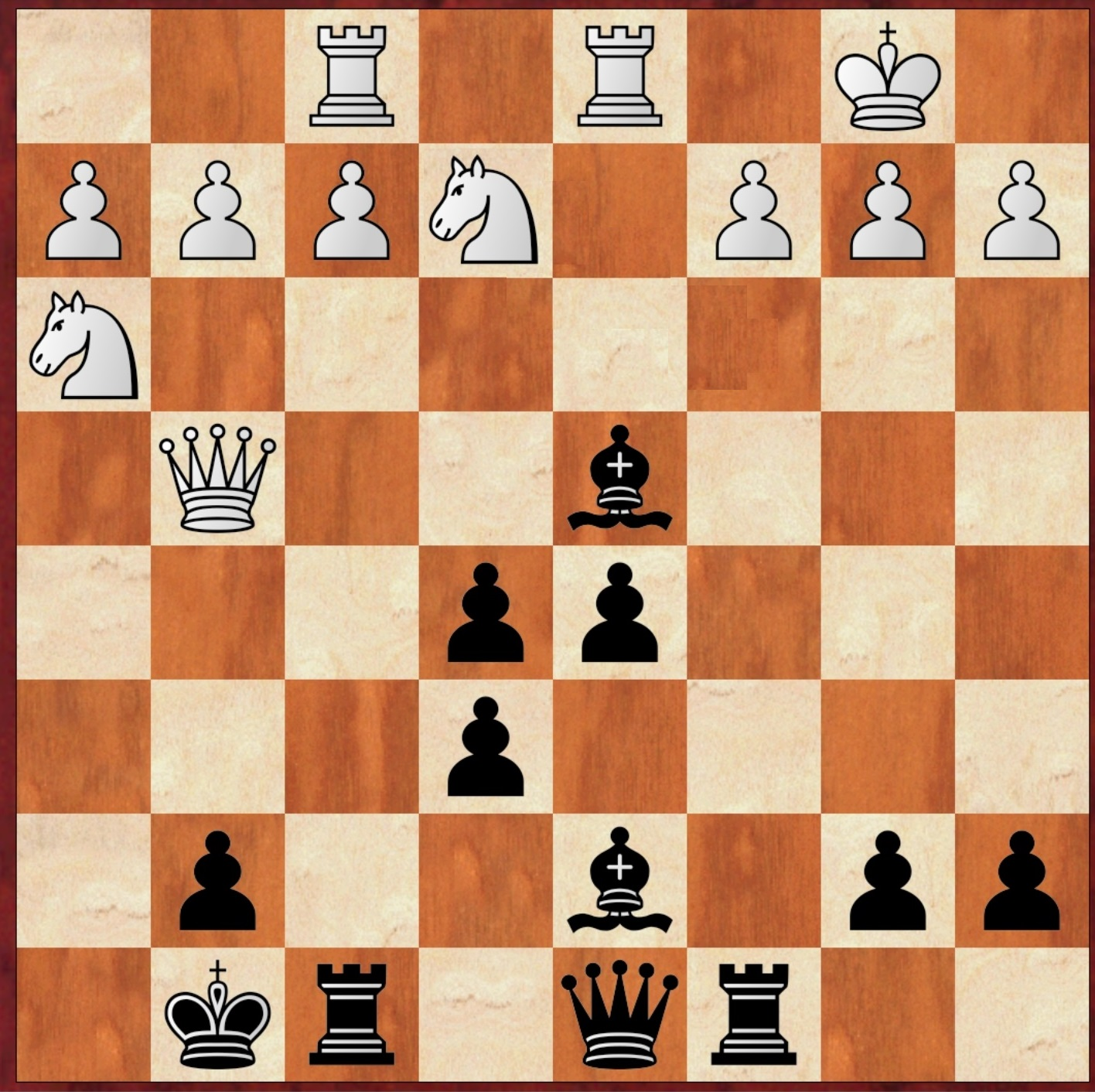
Position avant le sacrifice 18. ... Fxb2

La partie suivante a été jouée entre Shredder (avec les Noirs) et le programme d'échecs List au Championnat du monde d'échecs des ordinateurs en 2003. Shredder a sacrifié une pièce contre un fort avantage positionnel dans une position trop complexe pour un ordinateur à analyser jusqu'au bout.
1.e4 c5 2.Cc3 e6 3.d4 cxd4 4.Dxd4 Cc6 5.Da4 Fc5 6.Cb5 Cf6 7.e5 Cxe5 8.Ff4 Cfg4 9.Ch3 f6 10.Fe2 h5 11.Fxg4 hxg4 12.Fxe5 fxe5 13.Dxg4 O-O 14.O-O-O d5 15.Thf1 Fd7 16.Cc3 Tc8 17.Rb1 Fd4 18.Ce2 (voir diagramme)
18... Fxb2 19.Rxb2 Db6+ 20.Rc1 Da6 21.Td2 Tc4 22.Dg6 Fe8 23.Dd3 Dxa2 24.Rd1 Da1+ 25.Cc1 Fa4 26.Dg6 Tf6 27.Dg5 Tf5 28.De3 Db2 29.De2 e4 30.f4 e3 31.Dxe3 Fxc2+ 32.Re2 Te4 0-1.
Après le sacrifice en b2, l'échec en b6 oblige le Roi blanc à aller en c1, la case a1 menant trop vite à des difficultés insolubles. La Dame b6 est idéalement placée puisqu’elle défend également le pion e6, ce qui autorise Fe8 qui chasse la Dame g6. La fourchette Cavalier e2 et pion a2 par Da6 mène au gain du pion a2. L’attaque du pion c2 par Fa4 et l’avancée du pion central obligeant les Blancs à se désolidariser de c2 aboutissent à la destruction de la position, en l’occurrence, dans le choix défensif des Blancs, au gain de la Dame par Te4. Un magnifique sacrifice spéculatif.

## Déclinaison pour les particuliers
Le programme a été adapté en jeu vidéo d'entraînement pour les particuliers. Sont sortis sur Windows : Shredder 6 (2001), Shredder 7 (2002), Shredder 8 (2005, noté 18/20 sur Jeuxvideo.com) et Shredder 9 (2009).

Versions
- Shredder 1.0: 1996
- Shredder 2.0: 1998
- Shredder 3.0: 1999
- Shredder 4.0 : 2000
- Shredder 5.0 : 2001
- Shredder 5.32 : juin 2001
- Shredder 6.0 : décembre 2001
- Shredder 7.0 : 2002
- Shredder 7.04 : 2003
- Shredder 8 : février 2004
- Shredder Classic 1.1 : octobre 2004
- Shredder 9 : février 2005
- Shredder 9.1 :
- Shredder 9.12 : decembre 2005
- Shredder Classic 1.3 : ?
- Shredder 10 : 2006
- Shredder 10.1 : avril 2007
- Shredder 11 : octobre 2007
- Shredder 11 SE
- Shredder WM Edition Bonn : 2008
- Shredder 12: 2009
- Shredder 12 SE
- Shredder Classic 4 :  2011
- Deep Shredder 13: 2016